# Algot Pehardt
Algot Pehard Christian Pehardt, född den 10 december 1886 i Lund, död den 26 juni 1963 i Lund, var en svensk ämbetsman.
Pehardt avlade  studentexamen i Lund 1907 och juris kandidatexamen vid Lunds universitet 1912. Han blev  extra länsnotarie i Östergötlands län 1915, andre länsnotarie där 1922, förste länsnotarie 1924 och länsassessor 1933. Pehardt var landssekreterare i Östergötlands län 1941–1952. Han blev riddare av Vasaorden 1940 och av Nordstjärneorden 1944 samt kommendör av andra klassen av sistnämnda orden 1951. Pehardt vilar i sin familjegrav på Norra kyrkogården i Lund.